# Literatura sumero-akadyjska

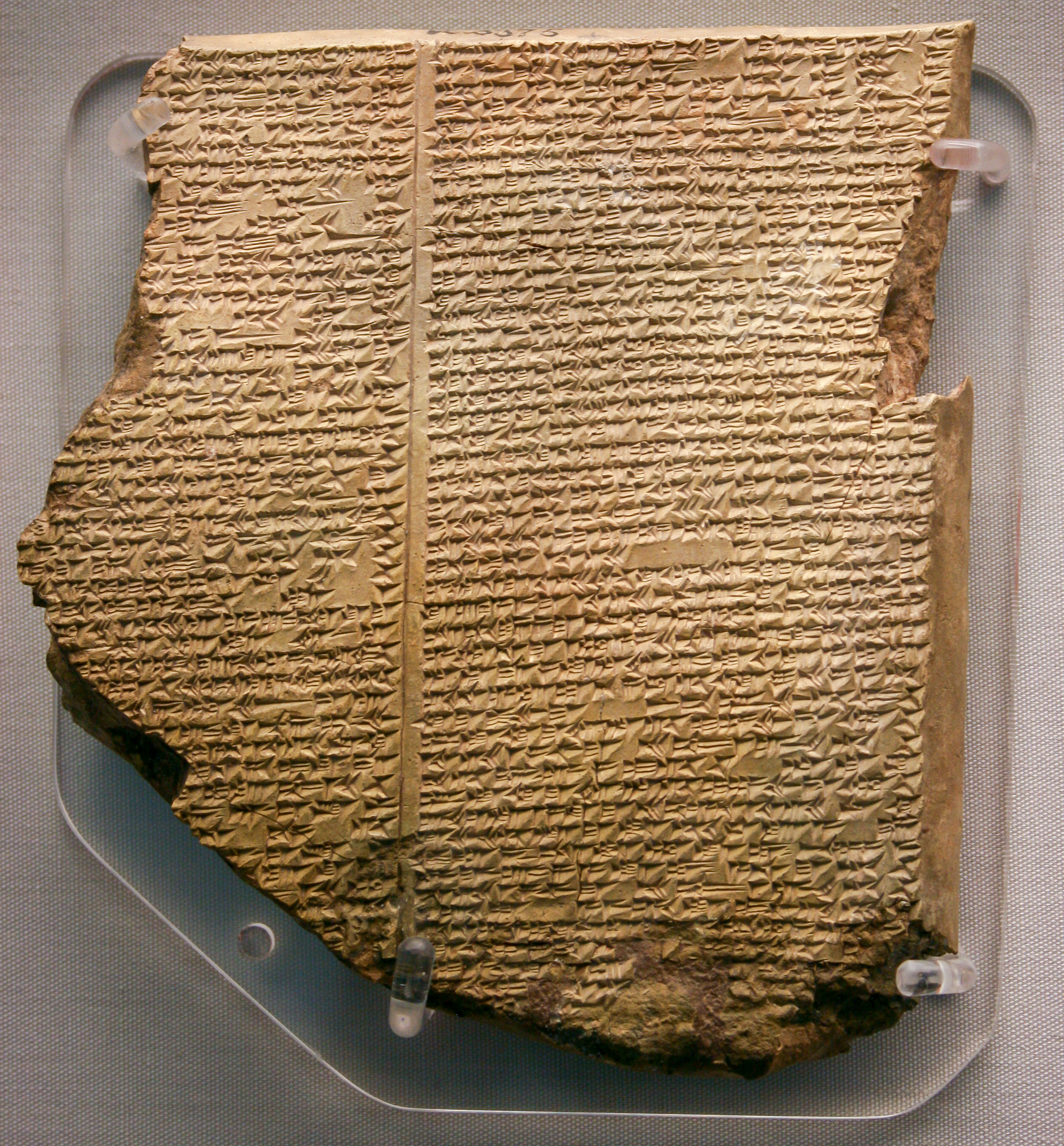
Epos o Gilgameszu, opis potopu; zbiory British Museum

Literatura sumero-akadyjska – piśmiennictwo języka sumeryjskiego i języka akadyskiego powstałe w Mezopotamii w epoce brązu i żelaza (od III tysiąclecia p.n.e. do VI wieku p.n.e.). Literatura sumero-akkadyjska podobnie jak cała kultura mezopotamska wyrastała z osiągnięć Sumerów i była kulturą babilońską z wkładem Asyryjczyków oraz ludów zasiedlających Mezopotamię jak Akadyjczycy, Amoryci czy Chaldejczycy. 
Dzięki najstarszemu w pełni rozwiniętemu systemowi pisma (pismo klinowe), zachowały się zabytki literatury sumero-akadyjskiej już z połowy III tysiąclecia p.n.e. Były to pieśni za-mi tzw. pieśni harfy. Kanon literatury powstał jednak dopiero w połowie II tysiąclecia p.n.e.
Eposy zgrupowane są w cykle:
cykl o stworzeniu i porządku świata
- Enki i porządek świata
- Enki i Nin-hursang
- Enhi i Nin-man
- Stworzenie motyki
- Nammu tworzy niebo

cykl o zniszczeniu świata
- Epos o Gilgameszu
- Inana i Szukalletuda
- Inanna i Bilulu
- O ptaku Anzu i Erra

cykl o herosie Gilgameszu
- Gilgamesz i potwór Huwawa
- Gilgamesz i niebiański byk
- Gilgamesz i Aga z Kisz

poematy kosmologiczne
- Enuma elisz
- Epos o Atra-hasisie

utwory filozoficzne i dydaktyczno-moralizatorskie
- Monolog cierpiącego
- Dialog pana z niewolnikiem
- Lato i zima
- Trzoda i ziarno
- Dialog o ludzkim nieszczęściu.

literatura polityczna
- Rady dla księcia
- Rady z przełomu VIII i VII wieku p.n.e., w których mieszkańcy Sippar Nippur i Babilonu przekazują swojemu władcy listę postulatów, jakie powinien spełnić.[1]

Obok gatunku epickiego powstają też liczne hymny do królów (np. Hymn na cześć Szulgi) i bogów, literatura sakralna: teksty rytualne i liturgiczne, modlitwy (np. modlitwa Urszaggi), pieśni jak Rytuał Isztar w którym autor określa osobne kwestie śpiewane przez kapłanów i chór, utwory żałobne (np., Treny Ludingirry, Lament nad upadkiem Ur).